# Чавдар (Смолянская область)
Чавдар (болг. Чавдар) — село в Болгарии. Находится в Смолянской области, в историко-географическом регионе Чеч, входит в общину Доспат. Население составляет 331 человек.

## Политическая ситуация
В местном кметстве Чавдар, в состав которого входит Чавдар, должность кмета (старосты) исполняет Деян Деянов Кехаёв (Болгарская социалистическая партия (БСП)) по результатам выборов правления кметства в 2007 году.
Кмет (мэр) общины Доспат — Антим Даринов Пыржанов (Движение за права и свободы (ДПС)) по результатам выборов 2007 года в правление общины.